# (4145) Maximova
(4145) Maximova ist ein Hauptgürtelasteroid, der am 29. September 1981 von Ljudmyla Schurawlowa vom Krim-Observatorium aus entdeckt wurde.
Der Asteroid wurde nach der russischen Balletttänzerin Jekaterina Sergejewna Maximowa benannt.